# ماژونگ
ماژونگ، مهجونگ یا ماجون یک بازی چینی است و معمولاً به وسیلهٔ چهار نفر بازی می‌شود. بازیکن مهجونگ به مهارت، حسابگری، استراتژی و کمی هم شانس نیاز دارد. در آسیای شرقی، از این بازی به عنوان نوعی بازی قمار هم استفاده می‌شود.
این بازی دارای ۱۳۶ (یا به شکل رایج‌تر ۱۴۴) قطعهٔ هم اندازه است که اشکالی با محوریتِ شخصیتها و نمادهای چینی بر روی آن‌ها حک شده‌است. 

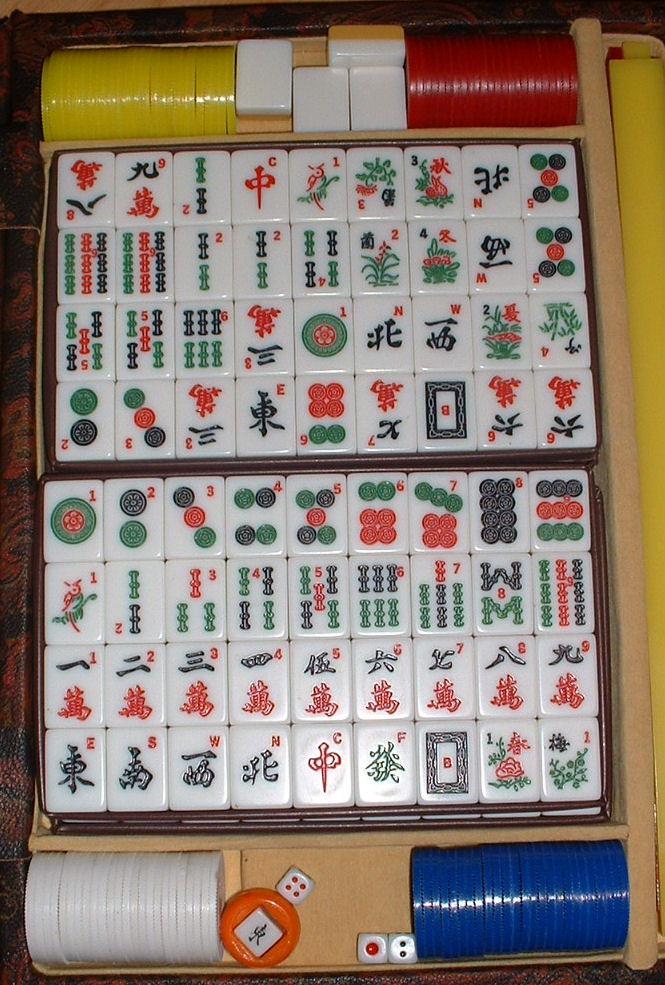
عناصر اصلی بازی

## تاریخچه
بر اساس یک افسانه چینی، کنفسیوس فیلسوف چینی، این بازی را در سال پانصد پیش از میلاد گسترش داد. البته سازنده اصلی این بازی به درستی مشخص نیست و برای ان حدس‌هایی وجود دارد. یک فرضیه اینست که افسران ارتش چین، در طی آشوب تای پینگ و برای دفع وقت، این بازی را ساختند. یک فرضیه دیگر می‌گوید که یک نجیب‌زاده اهل شانگ‌های این بازی را در سال ۱۸۷۰ تا ۱۸۷۵ به وجود آورد.

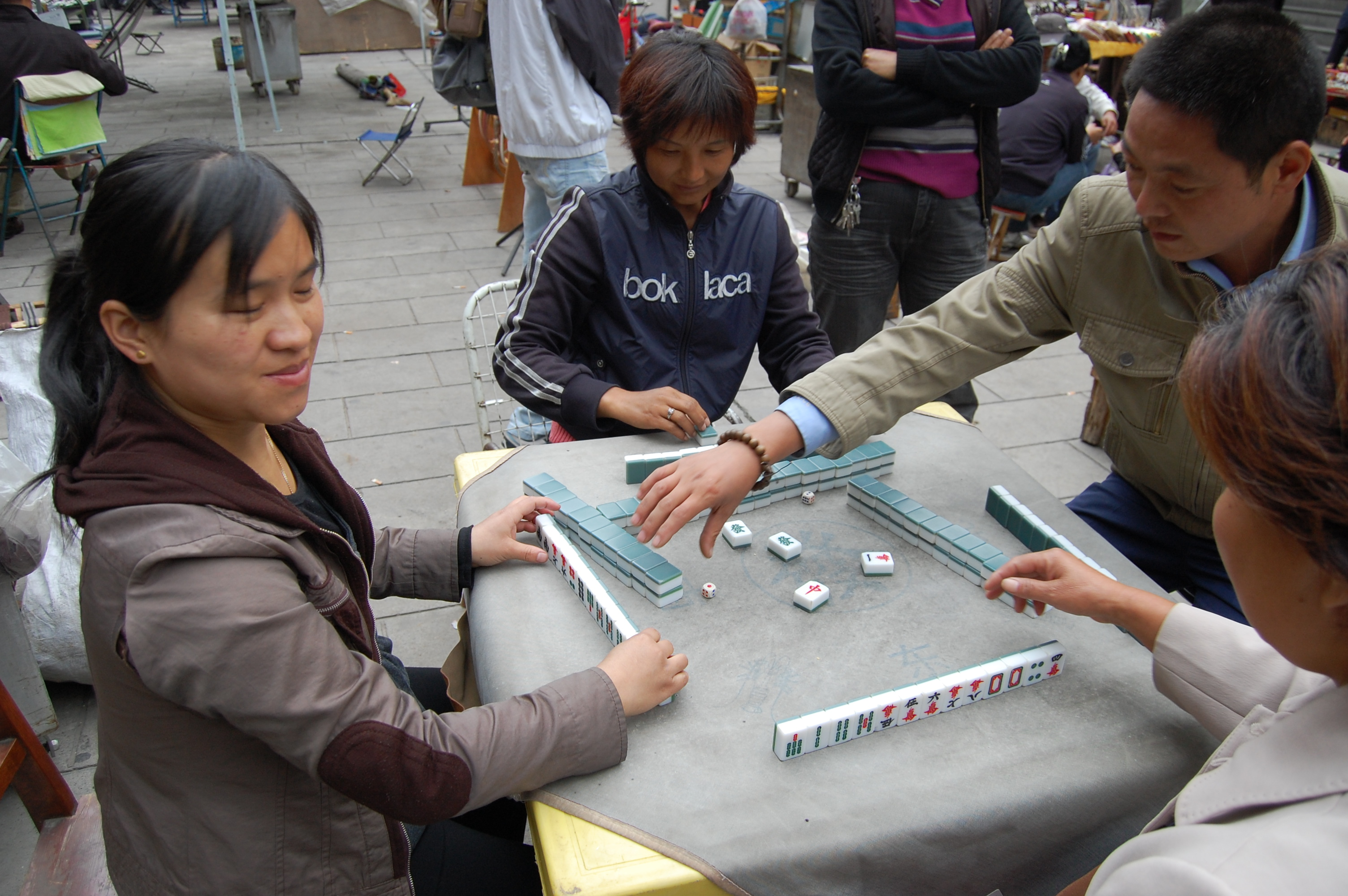
بازیکنان محلی در لنژو

در سال ۱۹۴۹ و بدنبال قدرت گرفتنِ این بازی، توسط دولت جمهوری خلق چین ممنوع اعلام شد. در ان هنگام، دولت هرگونه قمار را از مظاهر فساد سرمایه‌داری دانسته و ممنوع کرد. پس از انقلاب فرهنگی چین؛ این بازی بدون عناصر قمار دوباره احیا شد و در سال ۱۹۸۵ ممنوعیت ان لغو گردید. امروزه این بازی یکی از سرگرمی‌های مورد علاقه مردم چین و اجتماعات چینی زبان است.